# イッチャって♪ ヤッチャって♪
イッチャって♪ ヤッチャって♪は、SUPER☆GiRLSの13枚目のシングル。2015年8月19日にiDOL Streetから発売された。

## 概要
表題曲「イッチャって♪ ヤッチャって♪」は結成5周年となる2015年6月12日にアリオ西新井で開催された「SUPER☆GiRLS 5th Anniversary 〜生誕祭はイトーヨーカドーで、イッチャって♪ ヤッチャって♪〜」で初披露され、「胸キュンLove Song」は同年6月20日にTOKYO DOME CITY HALLで開催された「SUPER☆GiRLS LIVE 2015 5th Anniversary TOUR 〜SUPER☆CASTLE〜」で初披露された。
MUSIC VIDEOは、2ndシングル「MAX!乙女心」のMUSIC VIDEOのオマージュである。また、お笑いコンビバンビーノから撮影現場で指導されたリズムネタ"ダンソン"をするシーンが数秒間だけ使われている。
ジャケットA（CD+Blu-ray Disc）、ジャケットB（CDのみ）、イベント会場/mu-moショップ限定盤（ジャケットC、CDのみ）、イベント会場/mu-moショップ限定メンバー個別盤（CDのみ×12形態）、イトーヨーカドー専売盤（トレーディングカード付きCD×12形態、数量限定）の5種27形態で発売。前作まではミュージックカードが発売されていたが、本作では発売されていない。また、前作まではジャケットAとジャケットBには初回特典として握手会イベント参加券が封入されていたが、本作では封入されなかった。

### 勝田梨乃と荒井玲良の卒業、新体制となる"SUPER☆GiRLS 第3章"のスタート
2016年1月17日に、同年6月25日の公演をもってグループ新体制となる"第3章"としてスタートすることを発表。次作「ラブサマ!!!」は"SUPER☆GiRLS 第3章"として初のシングルになったため、"SUPER☆GiRLS 第2章"としてのシングルは本作が最後の作品となった。
2016年3月9日、この楽曲が収録された4thアルバムにして"SUPER☆GiRLS 第2章"では初となるアルバム『SUPER★CASTLE』を発売。同年3月13日に開催された『SUPER★CASTLE』のリリースイベントで勝田梨乃と荒井玲良が6月25日付でSUPER☆GiRLSを卒業すると発表があった。そのため、本作は勝田梨乃と荒井玲良が参加する最後のシングルとなり（アルバムも含めると前述の『SUPER★CASTLE』が最後の作品となる）、同年6月25日に開催された『iDOL Street Carnival 2016 6th Anniversary 〜RE:Я|LOAD〜』をもって卒業。これと同時に前述の通り、"SUPER☆GiRLS 第3章"がスタートした。

## 収録曲
1. イッチャって♪ ヤッチャって♪
作詞：Litz、作曲：五戸力、編曲：日比野裕史×渡辺徹
2. 胸キュンLove Song
作詞：小松レナ、作曲：大西克巳、編曲：渡辺徹
3. イッチャって♪ ヤッチャって♪ （Instrumental） 
ジャケットBにのみ収録。
4. 胸キュンLove Song （Instrumental）
ジャケットBにのみ収録。

### Blu-ray Disc

#### ジャケットA
1. イッチャって♪ ヤッチャって♪（MUSIC VIDEO）
2. 2.Making Movie

## イベント
| 日程    | 公演名                                                                                  | 会場                          | 備考                                                                                        |
| ------- | --------------------------------------------------------------------------------------- | ----------------------------- | ------------------------------------------------------------------------------------------- |
| 6月12日 | SUPER☆GiRLS 5th Anniversary 〜生誕祭はイトーヨーカドーで、イッチャって♪ ヤッチャって♪〜 | アリオ西新井                  | ミニライブ・グループ別握手会。イベントの模様はSHOWROOMで生中継された。                      |
| 7月4日  | 発売記念 予約イベント                                                                   | イトーヨーカドー安城          | ミニライブ・グループ別握手会                                                                |
| 8月16日 | 発売記念 予約イベント                                                                   | ダイバーシティ東京プラザ      | ミニライブ・グループ別握手会                                                                |
| 8月8日  | 発売記念 グループ別握手会                                                               | サンライズビル                | 4部制。mu-moショップで販売された参加券付き商品購入者対象。                                  |
| 8月18日 | 発売記念 リリースイベント                                                               | アキバ☆ソフマップ             | トークイベント・グループ別握手会                                                            |
| 8月19日 | 発売記念 リリースイベント                                                               | アリオ西新井                  | ミニライブ・販売会                                                                          |
| 8月20日 | 発売記念 リリースイベント                                                               | アーバンドック ららぽーと豊洲 | ミニライブ・グループ別握手会。20日は田中が不参加。                                          |
| 8月21日 | 発売記念 リリースイベント                                                               | 阪急西宮ガーデンズ            | ミニライブ・グループ別握手会。20日は田中が不参加。                                          |
| 8月22日 | 発売記念 リリースイベント                                                               | あべのキューズモール          | ミニライブ・グループ別握手会。20日は田中が不参加。                                          |
| 8月24日 | 発売記念 トークイベント                                                                 | 大丸心斎橋劇場                | ファンクラブ会員100名が招待された。                                                         |
| 9月12日 | 発売記念 個別握手会・個別サイン会                                                       | サンライズビル                | 個別握手会11部制、個別サイン会1部制。mu-moショップで販売された参加券付き商品購入者対象。    |
| 9月13日 | 発売記念 個別撮影会・グループ別撮影会                                                   | サンライズビル                | 個別撮影会6部制、グループ別撮影会3部制。mu-moショップで販売された参加券付き商品購入者対象。 |

※他、各イベントにおいてCD予約購入者対象の握手会も開催された。